# Consejo Publicitario Argentino
El Consejo Publicitario Argentino es una organización sin fines de lucro que trabaja en el desarrollo de campañas de bien público. Es una asociación civil que agrupa a importantes voces del mundo de la comunicación argentina para promover causas sociales. Fue fundado en 1960.

## Historia
El Consejo Publicitario Argentino fue creado el 21 de septiembre de 1960, con el objetivo de “Prestar consejo u orientación técnica y preparar y/o ejecutar campañas publicitarias y de difusión pública con la exclusiva finalidad del Bien Común.”
Carlos Martín Noel, Martín Puente, Manuel M. Mórtola, Enrique Yuste, Alfonso Rigau, Jorge Benchetrit, Amílcar Torres, Francisco A. Rizzuto, Carlos Dietl, Roberto Botting, Américo Molinari, José Olivé, José Peluso, Ricardo De Luca, Roberto Bissone, José Fernández López, Ildefonso Recalde, Ernesto Rosasco, Héctor Cabezas, Lorenzo Blanco, César Civita, Evaristo González Silva, Jorge Alcaraz, entre otros, fueron los pioneros y motores del inicio de esta iniciativa, que se mantiene vigente hasta la actualidad.
Desde su creación, la misión del Consejo Publicitario Argentino es "realizar campañas de concientización que movilicen a la acción y promuevan cambios de conducta positivos en la población". La visión de la entidad es "Ser referente en la comunicación de beneficio social, generando campañas que actúen como un disparador en el público para mejorar su calidad de vida".

## Principales campañas
La primera campaña del Consejo Publicitario Argentino fue creada en 1960. Se trataba de una serie de piezas gráficas de concientización en seguridad vial, cuyo eslogan fue: "La seguridad lleva de regreso al hogar".
Estas son algunas de las campañas realizadas por el Consejo Publicitario Argentino:
| 2020        | Pensemos en los demás                                                        | Campaña que busca promover actitudes solidarias en el marco de la pandemia del COVID-19. Desarrollada con el asesoramiento del Foro del Sector Social. |
| 2019        | Cosas Como Estas                                                             | Campaña en favor de la igualdad laboral de Género. Desarrollada con el asesoramiento de CIPPEC. |
| 2018        | Leer Abre Puertas                                                            | Campaña para promover el hábito de la lectura en adolescentes y jóvenes. Desarrollada con Fundación El Libro. |
| 2018        | Chicos sin Alcohol                                                           | Es una campaña que tiene un único y gran objetivo: concientizar a los padres acerca de que el consumo precoz de alcohol daña la salud. Siempre. Conjuntamente con Fundartox, El Reparo y Fundación Padres. |
| 2014        | Hacé el click hoy                                                            | Campaña que promueve el Balance entre el Trabajo y la Familia, apoyada por una encuesta que busca generar conciencia sobre este equilibrio en la vida cotidiana |
| 2013        | Si no hacés nada sos parte                                                   | Campaña de prevención del Bullying lanzada en 2013 con el propósito de concientizar y brindar herramientas de prevención e información a docentes, padres y chicos. Está compuesta por un rap interpretado por el artista Emanero y, además, llevó la problemática a la TV a través del programa juvenil Aliados.             |
| 2013        | Respetuosa Argentina                                                         | Es una campaña que, a través de un juego disponible en tablero y para jugar en línea, busca promover el respeto como un valor humano. El juego se realizó en dos versiones, una para adultos y otra para niños, que fue distribuido en escuelas de todo el territorio argentino.                                              |
| 2013        | Las 1000 millas de Luca                                                      | Es un corto lanzado por el Consejo Publicitario Argentino en el Día Mundial de las Personas con Discapacidad, que muestra a través de una road movie la aventura de Pablo Poncini, creador del corto, y su hijo con Síndrome de Down. Fue multipremiada y reconocida en el Cannes Lions International Festival of Creativity. |
| 2012        | Juntos podemos cambiar                                                       | Es una campaña de Seguridad Vial que fue lanzada con el objetivo de generar conciencia sobre las conductas de manejo. |
| 2012        | No hay edad                                                                  | Es una campaña que busca promover el respeto y la integración de los adultos mayores |
| 2012        | Un pequeño paso                                                              | Es una campaña de concientización sobre el uso de los recursos naturales. Haciendo foco en la energía, el reciclado y el cuidado del agua, promueve la protección individual del Medio Ambiente, usando la legendaria frase de Neil Armstrong: "That's one small step for man, one giant leap for mankind".                   |
| 2011        | Laberinto                                                                    | Campaña de Prevención del uso de drogas |
| 2010-2011   | - 180 días de clase - Buenos docentes - Menos días de clases es menos futuro | Algunas campañas lanzadas en promoción de la educación, del respeto a los docentes y por el cumplimiento del calendario escolar. |
| 2011        | Los pinchazos de Bilardo                                                     | Es una campaña que promueve la realización del test para la detección temprana de la diabetes. Fue protagonizada por Carlos Salvador Bilardo que, durante su lanzamiento, logró que 30 mil personas se realizaran el test en forma gratuita.                                                                                  |
| 2009        | Cuidá tu voto                                                                | Conciencia cívica |
| 2009        | Mirá al cáncer del lado de la vida                                           | Salud |
| 2009        | Escuchate                                                                    | Campaña de prevención del maltrato infantil que logró una recordación de alto impacto en Argentina. |
| 2007 - 2009 | Dale                                                                         | Es una campaña de promoción de la donación voluntaria y habitual de sangre |
| 2000        | Valores I                                                                    | La Solidaridad y la Honestidad fueron los valores que predominaron en el inicio de la campaña que tenía como eslogan reflexivo: ¿No es hora de preguntarnos qué pasa con nuestros valores? |
| 1998        | Estatua                                                                      | Es una de las campañas ícono del Consejo Publicitario en prevención del uso de drogas. En su lanzamiento, generó más de 10 mil consultas telefónicas, el 19 por ciento de ellas, de parte de consumidores, buscando contención.                                                                                               |
| 1995-1997   | Lápiz labial                                                                 | Prevención del VIH/Sida en mujeres; “Enmascarado”; “Espaldas”; “Ser humano” “Embarazo” – El Consejo Publicitario Argentino junto a Fundación Huésped realizaron la primera campaña de comunicación masiva de prevención del VIH.                                                                                              |
| 1991        | Existe la vida después de la muerte                                          | Campaña de promoción de la donación de órganos. |

## Premios Obrar
En 2009, el Consejo Publicitario Argentino lanzó los Premios Obrar, un certamen que reconoce las campañas en comunicación de bien público realizadas por empresas, organizaciones no gubernamentales y estudiantes universitarios de carreras de Comunicación y Publicidad.
Los Premios Obrar nacieron con el fin de posicionar al Consejo Publicitario Argentino como institución referente en comunicación de bien público en Argentina. En las primeras ediciones, participaban del certamen Grandes Empresas y Pequeñas y Medianas Empresas. A partir de la tercera edición, se sumaron las categorías "ONG" y "Universidades".
Este certamen busca reconocer las campañas "que buscan mejorar la calidad de vida de la comunidad y que logran avances tangibles en grupos sociales determinados, considerando el impacto logrado por las mismas".

## Revista Informes
Es la publicación gráfica institucional del Consejo Publicitario Argentino. Su primera edición se realizó en 1981, y en la actualidad cuenta con cerca de 80 números. La revista es distribuida a las principales empresas, medios, agencias y periodistas del sector de la comunicación.

## La publicidad de bien público
"La publicidad de bien público. El impacto de la comunicación social" es el primer libro sobre comunicación de bien público de habla hispana. Fue editado por el Consejo Publicitario Argentino y la Editorial Temas en 2011 y cuenta con una traducción del libro "How Public Service Advertising Works". A esta traducción se suman una serie de capítulos exclusivos sobre el desarrollo de la comunicación de bien público en Argentina.

## Autoridades
| Cargo                          | Miembro                    | Empresa                       |
| ------------------------------ | -------------------------- | ----------------------------- |
| Presidente                     | Mariano Pasik              | Liebre Amotinada              |
| Vicepresidenta 1.ª             | Florencia Saguier          | La Nación                     |
| Vicepresidente 2.ª             | Lucas González             | ViacomCBS                     |
| Secretaria                     | Victoria Cole              | Wunderman Thompson            |
| Prosecretaria                  | Mary Teahan                | Qendar                        |
| Tesorera                       | Valeria Abadi              | Grupo Arcor                   |
| Protesorero                    | Julio Suaya                | Medicus                       |
| Vocal Ejecutiva                | María Julia Manzini        | Diario Clarín                 |
| Vocal Ejecutiva                | Adriana Alesina            | Santander                     |
| Vocal Ejecutivo                | Juan Mitjans               | Cervecería y Maltería Quilmes |
| Vocal Ejecutiva                | María Julia Díaz Ardaya    | Facebook                      |
| Asesor                         | Oscar Correa               |                               |
| Vocales Titulares              | Joaquín Anderson           | ADN Comunicación              |
| Vocales Titulares              | Mariano Tejero             | Alberto Scopesi y Cía         |
| Vocales Titulares              | Carlos Escobar             | Perfil                        |
| Vocales Titulares              | Gustavo Brizuela           | Atacama                       |
| Vocales Titulares              | Sol Martin                 | Grey                          |
| Vocales Titulares              | Macarena Santos Muñoz      | ICBC                          |
| Vocales Titulares              | Fernanda Morandi           | La Gaceta de Tucumán          |
| Vocales Titulares              | Hernán Da Cunha            | Bagó                          |
| Vocales Titulares              | Brenda Bianquet            | L'Oréal Argentina             |
| Vocales Titulares              | Constanza Archain          | Ogilvy                        |
| Vocales Titulares              | Rubén Corda                | Radio Mitre                   |
| Vocales Titulares              | Julio Franco               | TyC Sports                    |
| Vocales Titulares              | Pedro López Matheu         | Telecom                       |
| Vocales Titulares              | Sergio Ballarini           | VPM                           |
| Vocales Titulares              | Alejandro Castelli         | Mastellone Hnos.              |
| Vocales Titulares              | Belén Urbaneja             | Disney                        |
| Vocales Titulares              | Almendra Ogdon             | Telefónica                    |
| Vocales Titulares              | Marina Saroka              | McCann                        |
| Vocales Titulares              | Cristian García Sarubbi    | OSDE                          |
| Vocales Titulares              | Fernando Sarni             | Mercado McCann                |
| Vocales Suplentes              | Daniel Onorato             | Almacén                       |
| Vocales Suplentes              | Fernando Morales           | Cepas Argentina               |
| Vocales Suplentes              | Myriam Mihkelson           | Medio Mundo                   |
| Vocales Suplentes              | Noelia Chessari            | Ninch                         |
| Vocales Suplentes              | Roberto Moreno Condis      | Moreno Condis                 |
| Vocales Suplentes              | Miguel Vera                | Vera & Partners               |
| Vocales Suplentes              | Yan de Simone              | Bi Media                      |
| Vocales Suplentes              | Mariana Iesulauro          | VMLY&R                        |
| Vocales Suplentes              | Verónica Zampa             | Andreani                      |
| Revisores de cuentas titulares | Javier Suez                | Film Suez                     |
| Revisores de cuentas titulares | Constanza Gorleri          | Banco Galicia                 |
| Revisores de cuentas suplentes | Mauro Mattiozzi            | El Cronista                   |
| Revisores de cuentas suplentes | Gustavo Quiroga            | Quiroga Medios                |
| Comité de opinión              | Jorge Gandolfo             |                               |
| Comité de opinión              | Jorge Irazu                |                               |
| Comité de opinión              | Pedro Marcet               |                               |
| Comité de opinión              | Miguel Ritter              |                               |
| Comité de opinión              | Juan Alzaga                |                               |
| Comité de opinión              | Verónica Rodríguez Padilla |                               |
| Socio honorario                | Alberto Borrini            |                               |
| Socio honorario                | Federico de Oromí          |                               |
| Socio honorario                | Héctor Zabala              |                               |
| Socio honorario                | Juan Gujis                 |                               |
| Socio honorario                | Carlos Abella Nazar        |                               |
| Socio honorario                | Cristián Fernández         |                               |
| Socio honorario                | Gianni Gasparini           |                               |
| Socio honorario                | Miguel Daschuta            |                               |
| Socio honorario                | Daniel Reynoso             |                               |
| Socio honorario                | Horacio Caffieri           |                               |
| Socio honorario                | Hugo Cucarese              |                               |
| Socio honorario                | Luis O. Ibarra García      |                               |
| Socio honorario                | María Marta Llosa          |                               |
| Socio honorario                | Aurelio Palacios           |                               |
| Socio honorario                | Carmen Zayuelas            |                               |
| Socio honorario                | Carlos Rago                |                               |
| Socio honorario                | Rogelio Pianezza           |                               |
| Socio honorario                | Jorge Seeber               |                               |
| Socio honorario                | Rodolfo Etchegaray         |                               |
| Socio honorario                | Mabel Astesiano            |                               |